# Мьоз (департамент)
Мьоз (на френски: Meuse) е департамент в регион Гранд Ест, североизточна Франция. Образуван е през 1790 година от северозападните части на провинция Велико губернаторство Лотарингия и Бароа и получава името на река Мьоз. Площта му е 6211 км², а населението – 189 720 души (2016). Административен център е град Бар льо Дюк.